# Chiesa di Sant'Agostino (Salerno)
La chiesa di Sant'Agostino, a Salerno, è oggi ospitata nel medesimo edificio dell'amministrazione provinciale.

## Descrizione
Essa deriva dalla ristrutturazione, agli inizi del XIX secolo, del convento di Sant'Agostino, fondato nel 1309.
La chiesa è collocata sul lato occidentale del palazzo con ingresso dalla piazza. È stata pesantemente rimaneggiata dopo la soppressione del convento con l'abbattimento della cupola da cui è stata ricavata l'attuale sacrestia.
Un'altra ristrutturazione risale agli anni trenta del Novecento. Di enorme importanza è la Madonna in maestà, databile alla metà del trecento, detto anche Madonna di Costantinopoli, oggi a capo altare ma in origine esposta in una cappella del cortile del convento. Essa fu trovata nel 1453 nella spiaggia antistante il convento e fu creduta proveniente da Costantinopoli, da cui il nome.
Fin dall'inizio ha riscosso una grande devozione popolare, ancora oggi viva, in virtù dei poteri miracolosi che le sono stati attribuiti.
Fra le opere d'arte della chiesa un posto di rilievo merita lo straordinario crocifisso della cappella laterale. Si tratta di una scultura totalmente inedita e sconosciuta agli studi, che presenta una fattura gotica la cui cronologia traverebbe adeguato posto nel corso del quattrocento, soprattutto nella prima metà.
Le due statue dolenti (l'Addolorata e San Giovannino) indicano un adeguamento del gruppo in epoca barocca.
Al periodo rinascimentale dei primi decenni del Cinquecento appartengono tre dipinti su tavola (Sant'Andrea, Sant'Agostino, Madonna e Santi) l'ultimo dei quali, di S. Andrea da Salerno, si trova presso il Museo diocesano.
Al XVIII secolo inoltrato dovrebbe appartenere la statua raffigurante Sant'Agostino.